# Yamaha TMax
Il TMax è uno scooter bicilindrico dell'azienda giapponese Yamaha Motor.
Il suo debutto risale al 2001, dopo essere stato presentato alla stampa europea nel luglio 2000 in Italia.

## Il contesto
La lettera T che contraddistingue lo scooter identifica l'uso di un motore bicilindrico da 499 cm³ (530 dal 2012) al quale è stato aggiunto un terzo pistone di bilanciamento contrapposto ai primi 2.
A partire dal suo debutto il mezzo ha subito diverse modifiche sia estetiche che tecniche che hanno contribuito molto al suo miglioramento
- 2001 - 2003: Prima versione a carburatori (Mikuni dotati di starter automatico), monta un solo freno a disco anteriore.
- 2004 - 2007: Seconda edizione ad iniezione. Monta 2 dischi freno anteriori, il copertone posteriore maggiorato e una strumentazione diversa e ampliata, con il contagiri e un display multifunzione digitale. Yamaha introduce nuove colorazioni.
- 2008: Terza revisione, rivista completamente l'estetica e l'impianto frenante, che ora adotta nuove pinze freno. L'azienda inoltre introduce il nuovo telaio in alluminio, con maggiore interasse, un cerchio anteriore maggiorato (15 pollici).
- 2009 - 2010: Quarta edizione del TMAX, rivista nuovamente l'estetica anche se per dettagli e qualche particolare meccanico.
- 2012: nuovo motore, maggiorato di 31 cm³, nuovo sistema di trasmissione finale a cinghia, invece della doppia catena a bagno d'olio[1].
- 2017: presentato all'EICMA 2016, Yamaha inizia la distribuzione di questa nuova versione radicalmente rivista nell'estetica. Il vano sottosella diventa più capiente, il motore è omologato Euro 4, vengono migliorati telaio ed elettronica. Si presenta in tre diverse versioni: TMax “base”, TMax SX (sport), e TMax DX (lusso)[2].
- 2019: presentato all'EICMA  completamente rinnovato nelle prestazioni e con design ripreso dal Model Year 2015 e dalle R1, con le nuove frecce anteriori a led, il nuovo motore da 562 cm cubici... si presenta in 2 versioni al momento: Tmax base e tech Max
- 2021: dietro un look inedito, con finte alette sul frontale e posteriore più affilato, c'è la meccanica della versione precedente, con lievi differenze alla geometria del telaio. In plancia appare un display da 7" collegabile allo smartphone e con navigatore Garmin integrato